# Große königliche Gemahlin des Amun
Die Bezeichnung Große königliche Gemahlin des Amun war ab dem Neuen Reich (18. Dynastie) Namensbestandteil des Titels „Gottesgemahlin des Amun“.
Ab der Spätzeit war dieser Namensbestandteil nicht mehr an die Königinnenrolle gebunden. Vor diesem Hintergrund ist es verständlich, dass die „Gottesgemahlinnen des Amun“ in der Spätzeit nicht zur Königin ernannt wurden und sich einzig auf den Amun-Kult konzentrierten.

## Hintergrund

### Göttliche Heirat und Zeugung des Thronfolgers
Die Göttin Mut war die „himmlische Gemahlin des Amun“. Entsprechend übte die ernannte „Gottesgemahlin des Amun“ als Pendant das irdische Amt der Gefährtin aus. Das zugehörige Mysterium, das nach der Weihe zur „Gottesgemahlin des Amun“ vollzogen wurde, war insbesondere in der 18. Dynastie Bestandteil der rituellen Handlungen:
Nachdem in der thebanischen Götterversammlung Amun versprochen hatte, einen neuen irdischen König zeugen zu wollen, fand in der nachfolgenden Prozession eine Unterredung der Götterversammlung mit der Amun-Priesterschaft statt. Unmittelbar nach Verkündung des Beschlusses durchdrang Amun nun den amtierenden König mit seinem göttlichen Wesen. Der darstellende Thot-Diener führte anschließend den König zu „seiner Gottesgemahlin“. In der abschließenden Vereinigung nannte Amun der „Gottesgemahlin“ den Namen des nächsten Thronfolgers.

### Auswirkungen
Im weiteren Verlauf der 18. Dynastie stellte die „göttliche Zeugung“ ein immer stärker wachsendes Machtinstrument für die Amun-Priesterschaft dar; konnte sie doch durch Auslegung vom „Willen des Amun“ direkten Einfluss auf den Thronfolger nehmen.
Da es sich um eine „göttliche Ehe“ handelte, spielte der amtierende König nur eine untergeordnete Rolle und konnte jederzeit durch eine andere Person ersetzt werden, falls dies der „Wille des Amun“ war.